# 克魯蒂布羅德
49°8′34″N 27°2′9″E / 49.14278°N 27.03583°E
克魯蒂布羅德（烏克蘭語：Круті Броди）是位於烏克蘭西部的村莊，由赫梅利尼茨基州裡赫梅利尼茨基區的亞爾莫林齊市鎮負責管轄。該村始建於十五世紀，面積1.6平方公里，2001年人口164，人口密度每平方公里102.5人。